# 修蕨
修蕨（学名：Selliguea feei）为水龙骨科修蕨属下的一个种。